# Prochownia (Biskupice)
Prochownia – część wsi Biskupice w Polsce położona w województwie małopolskim, w powiecie miechowskim, w gminie Miechów.
W latach 1975–1998 Prochownia należała administracyjnie do województwa kieleckiego, sąsiadując z województwem krakowskim.